# 露梁海峽
露梁海峽（：／ Noryang haehyeop */?）是位于韩国慶尚南道南海郡雪川面露梁里与河東郡金南面露梁里之间的海峡。1973年時落成；高70米、闊660米的南海大橋就是跨越此海峽。
1598年12月16日，明朝和朝鮮王朝聯軍在露梁海峽擊敗了日本豐臣政權的軍隊，是為露梁海戰。